# David Mendes da Silva
David Mendes da Silva Gonçalves (Rotterdam, 4 agosto 1982) è un ex calciatore olandese, di ruolo centrocampista, attualmente membro dello staff tecnico del Panathīnaïkos.

## Palmarès

### Club

#### Competizioni nazionali
- Campionato olandese: 1

AZ Alkmaar: 2008-2009
- Supercoppa dei Paesi Bassi: 1

AZ Alkmaar: 2009
- Campionato austriaco: 1

Red Bull Salisburgo: 2011-2012
- Coppa d'Austria: 1

Red Bull Salisburgo: 2011-2012